# Alois Paul Trabucco
Alois Paul Trabucco (auch Aloys Paul Trabucco; * 1744 in Bormio; † 6. November 1782 in Innsbruck) war ein österreichischer Mediziner in Wien und Innsbruck.

## Leben
Alois Paul Trabucco besuchte das Jesuitengymnasium in Bormio und studierte anschließend an der Universität Wien zunächst Philosophie, dann Medizin bei Anton de Haen und Heinrich Johann Nepomuk von Crantz. Nach seiner Promotion zum Dr. med. 1768 arbeitete er zwei Jahre lang als Assistent im Wiener Armen- und Invalidenhaus und an der Gebäranstalt in Sankt Marx. 1770 wurde er Protomedicus in seiner Heimatstadt Bormio. 1774 übersiedelte er nach Innsbruck, wo er eine Praxis eröffnete. 1778 wurde er zum außerordentlichen Professor, 1780 als Nachfolger von Franz Caspar Benedikt Egloff zum ordentlichen Professor für Anatomie an der Universität Innsbruck ernannt. 1781 wurde er Leibarzt der in Innsbruck residierenden Erzherzogin Maria Elisabeth. 1782 wurde die Universität Innsbruck durch Kaiser Joseph II. aufgehoben und Trabucco mit einem Jahresgehalt von 300 Gulden entlassen. Noch im selben Jahr starb er im Alter von 38 Jahren.
Trabucco war Freimaurer und Meister der Innsbrucker Loge „zu den drei Bergen“. 1781 gründete er die „Tyrolische Gesellschaft der Künste und Wissenschaften“, der fast ausschließlich Freimaurer angehörten, darunter Swibert Burkhard Schiverek und Johann Nepomuk von Laicharting.

## Schriften
- Dissertatio inauguralis medica, de mechanismo et usu respirationis. Wien 1768
- Dissertatio inauguralis medica, de usu medico glandis quercinae. Innsbruck 1781